# オーストラリアン・シルキー・テリア
オーストラリアン・シルキー・テリア（英：Australian Sillky Terrier）とは、オーストラリア原産の愛玩用のテリア犬種である。被毛の美しい容姿を持つが、しつけはやや難しいとされる。

## 歴史
原産地で作業犬として人気のあったオーストラリアン・テリアを元に、被毛の美しさを引き立てるためヨークシャー・テリアと現在は絶滅しているクライズデール・テリアをかけ合わせ、19世紀末に作出された。愛玩用の犬種ではあったが、しばしば番犬やネズミ狩り用にも使われた。
20世紀になると諸外国にも輸出され、人気を得てFCIにも公認犬種として登録された。当時は興奮しやすい性格の犬種であり、凶暴で扱いにくいという印象から人気が下落し、作出に使われた2犬種に人気を奪い返されてしまった。危機感を持ったシルキー・テリア犬種クラブのメンバーによる性格や健康面での改良により、現在は以前に比べて攻撃的な気性が抑えられ、分別のつく性格に改良された。
日本にも輸入されている犬種で、国内登録頭数順位は2004年度には143位中118位、2007年度には144位中111位、2009年度は未登録であった。国内ブリーダーも存在し、1頭20～30万円で販売が行われている。

## 特徴
ロングコートは絹のようにつややかでやわらかく、美しい。毛色はゴールド・アンド・シルバー。立ち耳で垂れ尾だが、尾は短く断尾することがある。胴は長く、脚はやや短い。体高22.5～23.5cm、体重4～5kgの小型犬で、性格は好奇心旺盛で活発だが、興奮しやすく攻撃的な面もあるためしっかりとしたしつけが必要である。遺伝的にかかりやすい病気は、小型犬に見られやすい気管虚脱や水頭症、糖尿病などがある。

## 参考
- 『犬のカタログ2004』（学研）中島眞理 監督･写真
- 『日本と世界の愛犬図鑑2007』（辰巳出版）佐草一優監修
- 『デズモンド・モリスの犬種事典』（誠文堂新光社）デズモンド・モリス著書、福山英也、大木卓訳 誠文堂新光社、2007年
- 『日本と世界の愛犬図鑑2009』（辰巳出版）藤原尚太郎編･著